# مرکز تنوع زیستی ناتورالیس
مرکز تنوع زیستی ناتورالیس (به انگلیسی: Naturalis Biodiversity Center) (هلندی: Nederlands Centrum voor Biodiversiteit Naturalis </link>) یک موزه ملی تاریخ طبیعی و یک مرکز پژوهشی در زمینهٔ تنوع زیستی در لیدن هلند است. این موزه در سال ۲۰۲۱ به عنوان موزه سال اروپا برگزیده شد اگرچه نام و سازمان کنونی آن نسبتاً جدید است، تاریخچه Naturalis را می‌توان به آغاز دههٔ ۱۸۰۰ ردیابی کرد. مجموعهٔ آن دربرگیرندهٔ تقریباً ۴۲ میلیون نمونه است که آن را به یکی از بزرگ‌ترین مجموعه‌های تاریخ طبیعی در جهان تبدیل می‌کند.

## تعداد نمونه
| - ۱۴۶۰۰۰۰۰ حشره - ۸۰۰۰۰۰۰ نرم‌تن - ۱۶۰۰۰۰۰ بی مهره دیگر - ۶۱۵۰۰۰ مهره‌دار: ۳۸۰۰۰۰ پرنده، ۱۲۵۰۰۰ ماهی، ۶۰۰۰۰ خزنده و دوزیستان، ۵۰۰۰۰ پستاندار - ۹٬۱۰۰٬۰۰۰ فسیل - ۵۰۰۰۰۰ سنگ و کانی - ۴٬۹۰۰٬۰۰۰ گیاه آوندی - ۷۰۵۰۰۰ خزه - ۲۸۲۰۰۰ گلسنگ - ۱۳۵۰۰۰ سرخس - ۳۵۰۰۰۰ قارچ - ۲۵۰۰۰۰ جلبک | - ۱۲۰۰۰ گال - ۶۰۰۰ قالب اسلایم - ۱۲۱۰۰۰ نمونه چوب - ۱۴۰۰۰۰ جلد کتاب - ۱۴۰۰۰ عنوان مجلات علمی - ۵۷۰۰۰ چاپ و طراحی - ۱۳۰۰۰ نقشه - میکروفیش ۹۱۵۰۰ - ۳۱۰۰۰۰ عکس، اسلاید و نگاتیو شیشه ای |

## بازدیدکنندگان
| سال  | بازدید کنندگان |      | سال             | بازدید کنندگان |
| ---- | -------------- | ---- | --------------- | -------------- |
| ۲۰۰۸ | 245275         | ۲۰۱۲ | 251500          |                |
| ۲۰۰۹ | 266000         | ۲۰۱۳ | ۳۰۷۵۰۰ (تخمینی) |                |
| ۲۰۱۰ | 270000         | ۲۰۱۴ | ۳۰۰۰۰۰ (تخمینی) |                |
| ۲۰۱۱ | 273000         | ۲۰۱۵ | ۳۳۹٬۵۵۰         |                |

ناتورالیس حدود ۲۸۵۰۰۰ بازدیدکننده داشت و موزه پربازدید هلند در سال ۲۰۱۳ بود. این موزه در سال ۲۰۱۵ رکورد ۳۳۹۵۵۰ بازدیدکننده را داشت.